# Aéronef Ézéchiel
 (février 2025).
Pour les articles homonymes, voir Ezekiel.
Dimensions
L Aéronef Ézéchiel (Ezekiel Airship en anglais) était un prototype d'aéronef expérimental conçu par le baptiste Burrell Cannon, né en 1848 à Coffeeville (Mississippi). Le design de l'engin comportait quatre roues à aubes (roue dans une roue) entraînées par un moteur à essence à quatre cylindres. Il existe des déclarations non vérifiées selon lesquelles il aurait été piloté en 1902 à Pittsburg, un an avant le Wright Flyer.
En 1902, l'aéronef aurait volé environ 48,77 mètres (160,006561923 pi) à une hauteur de 3,05 mètres (10,006561695 pi) devant quelques témoins, mais aucune preuve ne confirme ces faits. Les historiens ont écarté l'idée qu'il ait volé, bien que quelques-uns croient en un vol incontrôlé.
L'aéronef original fut détruit dans une tempête vers 1904. En 1922, les plans de Cannon furent détruits dans un incendie. Dans les années 1980, une réplique à taille réelle fut construite et exposée dans un musée à Pittsburg.

## Contexte
L'aéronef Ézéchiel est l'idée du baptiste Burrell Cannon, menuisier qui vivait vers l'est du Texas et était détenteur de brevets pour six inventions. Il prêchait dans des petites villes texanes avant de se concentrer sur le vol à propulsion humaine dans les années 1890.
L'avion fut donc conçu par Cannon avec des inventeurs locaux et financé à hauteur de 20 000 $ en certificats d'actions.

## Caractéristiques techniques
| Caractéristique             | Détails |
| --------------------------- | --- |
| Nom                         | Aéronef Ezekiel (Ezekiel Airship en anglais) |
| Type                        | Aéronef expérimental, pionnier |
| Origine nationale           | États-Unis |
| Designer                    | Burrell Cannon |
| Premier vol                 | 1902 (prétendu) |
| Statut                      | Projet détruit |
| Nombre construit            | 1 |
| Hauteur de vol revendiquée  | Entre 3,05 m (10 ft) et 3,66 m (12 ft) |
| Distance de vol revendiquée | Environ 48,77 m (160 ft) |
| Moteur                      | Moteur à essence à quatre cylindres |
| Propulsion                  | Quatre roues à aubes ("roue dans une roue") |
| Ailes                       | Aile en trois parties faite de tissu mesurant 7,92 m (26 ft)                                                                                        |
| Pilote                      | Situé au centre de l'appareil |
| Destruction                 | L'aéronef a été détruit dans une tempête près de Texarkana, Texas, vers 1904                                                                        |
| Préservation                | Réplique exposée au Northeast Texas Rural Heritage Center and Museum                                                                                |
| Plan de vol                 | Conçu pour décoller horizontalement et atterrir verticalement                                                                                       |
| Inspirations                | Dénomination inspirée par le Livre d'Ézéchiel |
| Historique                  | A été l'objet d'un article dans le Scientific American le 12 octobre 1901, qui mentionne une vitesse moteur prévue de 400 à 1 200 tours par minute. |
| Répliques                   | Une réplique a été construite dans les années 1980.                                                                                                 |